# الغواصة الألمانية يو-2342
غواصة يو-2342 غواصة يو بوت ألمانية من الفئة الثالثة والعشرون بنيت لسلاح بحرية ألمانيا النازية كريغسمارينه، في أحواض دويتشه ويرفت في هامبورغ خلال الحرب العالمية الثانية.